# Scopolia
Genre
Scopolia est un genre de plantes de la famille des Solanaceae.

## Liste d'espèces
Selon NCBI (25 mars 2012) :
- Scopolia carniolica
- Scopolia japonica
- Scopolia lutescens
- Scopolia parviflora

Selon Catalogue of Life (25 mars 2012) :
- Scopolia carniolica